# Ephemerum stellatum
Ephemerum stellatum är en bladmossart som beskrevs av Philibert 1879. Ephemerum stellatum ingår i släktet dagmossor, och familjen Ephemeraceae. Inga underarter finns listade i Catalogue of Life.